# Chomelia brasiliana
Chomelia brasiliana ist eine Pflanzenart in der Familie der Rötegewächse aus dem zentralen und östlichen Brasilien.

## Beschreibung
Chomelia brasiliana wächst als kleiner, oft dorniger, eher langsamwüchsiger Baum mit schlankem Stamm bis etwa 2–4 Meter hoch.
Die einfachen, gegenständigen und kurz gestielten Laubblätter sind papierig und an den Zweigenden angeordnet. Sie sind etwa 4–8 Zentimeter lang, eiförmig bis verkehrt-eiförmig oder lanzettlich, ganzrandig und spitz. Die Blätter sind unterseits auf den Adern etwas behaart. Der kurze Blattstiel ist bis zu 9 Millimeter lang und feinhaarig. Es sind kleine, zugespitzte und interpetiolare Nebenblätter vorhanden.
Die kurz gestielten, weißlichen und zwittrigen Blüten erscheinen achselständig, einzeln oder bis zu viert. Die außen feinhaarigen Blüten sind vierzählig mit doppelter Blütenhülle. Der innen an der Basis drüsige (Kolleteren) Kelch ist kurz röhrig verwachsen mit schmalen, kleinen und ungleichen Zipfeln. Die Krone ist stieltellerförmig mit kurzen, ausladenden Zipfeln mit eingebogenen Spitzen und einer langen, schmalen Kronröhre. Die kurzen Staubblätter mit kurzen Staubfäden sind oben in Kronröhre angeheftet. Der zweikammerige Fruchtknoten ist unterständig im kleinen, fein behaarten Blütenbecher, mit einem knapp vorstehenden, schlanken Griffel mit einer zweilappigen Narbe. Es ist ein behaarter Diskus vorhanden.
Es werden schwarze, ein-, zweisamige, etwa 8–13 Millimeter lange, ellipsoide und einsamige Steinfrüchte (Scheinfrucht) mit Kelchresten an der Spitze gebildet.

## Verwendung
Die kleinen Früchte mit angenehmem Geschmack sind essbar.

## Etymologie
Der Gattungsname ehrt den französischen Arzt und Botaniker, den Leibarzt von Ludwig XV., Pierre Jean Baptiste Chomel (1671–1740).